# 独狼
獨狼可指：
- 斯蒂芬·马布里：美國籃球運動員。
- 罗马里奥：巴西足球運動員。
- 獨狼恐怖分子，指單一個人策劃與執行恐怖主義暴力行為，去支持一些團體、運動、或意識形態。